# José Legarreta
José Legarreta Abaitua (Larrabezúa, 12 de febrero de 1903-Bilbao, 17 de septiembre de 1957) fue un futbolista español, que se desempeñaba como centrocampista.
Disputó 101 encuentros oficiales con el Athletic Club entre 1922 y 1929, siendo uno de los jugadores que participó en la primera jornada de Liga en 1929. Además fue internacional con la selección española en una ocasión durante los JJ. OO. de Ámsterdam de 1928 en un encuentro que acabó empate a uno ante Italia. Dio la casualidad de que los 21 jugadores convocados pertenecían a equipos del País Vasco (9 de la Real Sociedad, 4 del Arenas, 4 del Real Unión y 3 del Alavés), siendo Legarreta el único representante del Athletic Club.

## Clubes
| Club          | País   | Año       |
| ------------- | ------ | --------- |
| Athletic Club | España | 1922-1929 |

## Palmarés

### Campeonatos regionales
| Título                         | Club          | País   | Año  |
| ------------------------------ | ------------- | ------ | ---- |
| Campeonato Regional de Vizcaya | Athletic Club | España | 1923 |
| Campeonato Regional de Vizcaya | Athletic Club | España | 1924 |
| Campeonato Regional de Vizcaya | Athletic Club | España | 1926 |
| Campeonato Regional de Vizcaya | Athletic Club | España | 1928 |
| Campeonato Regional de Vizcaya | Athletic Club | España | 1929 |

### Campeonatos nacionales
| Título       | Club          | País   | Año  |
| ------------ | ------------- | ------ | ---- |
| Copa del Rey | Athletic Club | España | 1923 |